# 克萊斯·邦
克萊斯·卡斯帕·邦（丹麥語：Claes Kasper Bang，1967年4月28日—），丹麥男演員和音樂家。以在魯本·奧斯特倫德的2017年電影《抓狂美術館》中主演克里斯汀（Christian）而聞名，也憑藉該角贏得了歐洲電影獎最佳男主角，成為首位贏得該獎項的丹麥演員。2019年，他在美國電視劇《婚外情事》最後一季飾演沙夏·曼恩（Sasha Mann）一角。隔年在BBC和Netflix電視劇《德古拉》中主演德古拉伯爵而獲得國際知名度。

## 早期生活
克萊斯·邦出生於歐登西的菲英島。父母離婚後，他與父親住在一起，並多次搬家。他長大後曾在幾所不同的學校上學。在高中三年級時，邦參加了一場音樂劇《海爾》（Hair），激發了他對表演的興趣，離開學校後，他繼續在戲劇參加業餘演出。23歲那年，他向丹麥國立戲劇學校提出了申請。但申請的年齡限制為25歲。第二年再次申請，並在25歲生日的前五天被錄取。他於1992年入學，並於1996年以文憑畢業。他畢業後的第一個戲劇角色是在演出的戲劇《蟾蜍水族館》（Tudseakvariet），他在丹麥1997年的電視劇《分類單位》中取得首個要角演出的機會。邦主要在丹麥的舞台和電視上工作。

## 個人生活
邦與設計師兼攝影師莉絲·路易斯-詹森（Lis Louis-Jensen）2006年在戲劇《綠色電梯》（Den grønne elevator）結識並交往。他於2007年跨年夜向路易斯-詹森求婚，2010年9月25日在哥本哈根的一條運河船上結婚。邦成為路易斯-詹森兩個孩子莎拉（Sarah）和貝拉（Bella）的繼父。兩人自2008年以來一起生活在哥本哈根的腓特烈斯贝市镇。

## 作品列表

### 電影
| 年份 | 標題                           | 角色                 | 附註                             |
| ---- | ------------------------------ | -------------------- | -------------------------------- |
| 1998 | 《靠我們自己》（On Our Own）             | 員警                 |                                  |
| 1999 | 《快車道》（Fast Lane）                 | 傑斯帕（Jesper）           |                                  |
| 2001 | 《現在看著我》（Now Look at Me）             | 寫真青年             | 短片                             |
| 2003 | 《第一條規則》                 | 約翰·T（John T）           |                                  |
| 2005 | 《喜劇演員》（The Comedian）               | 奧立佛（Oliver）           | 短片                             |
| 2005 | 《妮宁》                       | 亨利克（Henrik）           |                                  |
| 2005 | 《四口之父永不放棄》（Far til fire gi'r aldrig op）       | 體操運動員           |                                  |
| 2006 | 《肥皂》                       | 老闆#2               |                                  |
| 2007 | 《卡爾恩格爾》（Carls engle）             | 在公墓的男子         | 短片                             |
| 2008 | 《拿起垃圾》（Take the Trash）               | 拉爾斯（Lars）           |                                  |
| 2008 | 《做我的一天》（Make My Day）             | 醫生                 | 短片                             |
| 2009 | 《巴斯塔登》（Bastarden）               | 班傑明（Benjamin）           | 短片                             |
| 2011 | 《叢林的孩子》                 | 賀伯（Herb）             |                                  |
| 2011 | 《比勒2》（Biler 2）                  | 聰達普教授（Professor Zündapp）       | 《Cars 2：世界大賽》的丹麥配音版 |
| 2012 | 《學習直到死亡，我們分開》（Lærkevej - til døden os skiller） | 皮爾（Per）             |                                  |
| 2013 | 《彼得教育》（Educating Peter）               | 法德倫（Faderen）           | 短片                             |
| 2014 | 《恩加·索菲·貝爾》（Unga Sophie Bell）         | 克勞斯（Klaus）           |                                  |
| 2015 | 《萊特·拉菲》（Rettet Raffi!）              | 亨利·威斯（Henry Wiese）        |                                  |
| 2017 | 《抓狂美術館》                 | 克里斯汀（Christian）         | 使用德語配音                     |
| 2018 | 《酒店男孩》（Hotel Boy）               | 斯特凡（Stefan）           | 短片                             |
| 2018 | 《蜘蛛網中的女孩》             | 楊·侯斯特（Jan Holtser）        |                                  |
| 2019 | 《玻璃屋》                     | 维克多（Viktor）           |                                  |
| 2019 | 《謊畫情人》                   | 詹姆斯·菲格拉斯（James Figueras）  |                                  |
| 2019 | 《偽畫大師》                   | 約瑟夫·皮勒上尉（Captain Joseph Piller）  |                                  |
| 2020 | 《沉默的海灣》                 | 威爾·沃爾許（Will Walsh）      | 兼執行製片人                     |
| 2021 | 《封城之後》                   | 埃辛（Essien）             |                                  |
| 2022 | 《缺陷》（Drawback）                   | 路易士（Louis）           | 短片                             |
| 2022 | 《北方人》                     | 無兄弟的菲約尼爾（Fjölnir the Brotherless） |                                  |
| 2022 | 《存其在心》                   | 傑克·康斯丁（Jack Considine）      |                                  |
| 2022 | 《愛的透視圖》（Diorama）             | 班（）               |                                  |

### 電視
| 年份      | 標題                             | 角色                     | 附註                               |
| --------- | -------------------------------- | ------------------------ | ---------------------------------- |
| 1997      | 《7-9-13站：古佛爾之謎》（Station 7-9-13: Gufol mysteriet）     | 風衣男#1                 |                                    |
| 1997      | 《分類單位》                     | 偵探                     | 單集：""                           |
| 1998      | 《分類單位》                     | 貝特恩特（Betjent）             | 單集：""                           |
| 1998      | 《分類單位》                     | 貝特恩頓（Betjenten）             | 單集：""                           |
| 1998–1999 | 《分類單位》                     | 偵探克里斯汀（Christian, kriminalbetjent）         | 2集                                |
| 2000      | 《馬德森和可》（Madsen og Co.）               | 亨利克（Henrik）               | 單集：""                           |
| 2000      | 《隱藏的線索》（Skjulte spor）               | 普倫本（Preben）               | 1集                                |
| 2000      | 《普魯士歷險》（Pyrus i alletiders eventyr）               | 烏迪雷特（Udyret）             | 單集：""                           |
| 2001      | 《身在費伯》（At the Faber）                 | 比耶恩（Bjarne）               | 4集                                |
| 2002      | 《第一分隊》                     | 維利（Villy）                 | 單集：""                           |
| 2002      | 《尼古拉和朱莉》                 | 凱文（Kevin）                 | 1集                                |
| 2002      | 《梅爾海姆與拉斯維加斯合影》（Langt fra Las Vegas i nærheden af Meyerheim） | 丹尼斯（Dennis）               | 電視電影；未掛名                   |
| 2003      | 《遠離拉斯維加斯》               | 丹尼斯·蘭德魯普（Dennis Randrup）      | 單集：""                           |
| 2003      | 《鄉村醫生》（The Country Doctor）                 | 約恩（Jørn）                 | 單集：""                           |
| 2006–2008 | 《安娜·皮爾》                    | 馬丁·克羅耶（Martin Krøyer）          | 主演                               |
| 2008      | 《麥斯》（Max）                     | 克雷斯·邦格（Claes Bang, Skuespiller）          | 單集：""                           |
| 2008–2009 | 《2900幸福》（2900 Happiness）                 | 伯格斯特·漢斯·霍爾姆（Borgmester Hans Holm） | 主演                               |
| 2010      | 《權力的堡壘》                   | 托雷·古德姆（Tore Gudme）          | 單集：""                           |
| 2010      | 《海岸警衛隊》                   | 湯瑪斯·喬根森（Tomas Jorgensen）        | 單集：""                           |
| 2012      | 《SOKO維斯馬》                   | 烏爾馬斯·薩維（Urmas Savi）        | 單集：""                           |
| 2012      | 《港口邊緣的緊急電話》           | 霍爾格·呂德（Holger Lüder）          | 單集：""                           |
| 2013      | 《罪案调查记者》                 | 阿爾恩·貝（Arne Bay）            | 單集：""                           |
| 2013      | 《邊橋迷案》                     | 克勞迪奧（Claudio）             | 3集                                |
| 2014      | 《艾琳·泰恩·坦妮》（Alle unter eine Tanne）           | 米迦（Micha）                 | 電視電影                           |
| 2015      | 《慕尼黑河畔呂伯萊本》（Überleben an der Scheidungsfront）       | 拉爾斯·克努森（Lars Knudsen）        | 電視電影                           |
| 2015–2016 | 《西貝爾和麥斯》（Sibel & Max）             | 托比亞斯·奧爾森醫生（Dr. Tobias Olsen）  | 主演                               |
| 2016      | 《科隆警局》                     | 詹斯·詹森（Jens Jensen）            | 2集                                |
| 2019      | 《婚外情事》                     | 沙夏·曼恩（Sasha Mann）            | 7集                                |
| 2020      | 《德古拉》                       | 德古拉伯爵               | 主演                               |
| 2020      | 《錫克·康丁納特》（Syv kontinenter, en klode）            | 旁白                     | 《七个世界，一个星球》的丹麥配音版 |
| 2020      | 《小房間》（Little Room）                   | 奧斯卡·阿蒙森（Oskar Amundsen）        | 主演                               |
| 2021–2022 | 《罪犯联盟》                     | 院長                     | 5集                                |
| 2022      | 《非常姊妹大作戰》               | JP·威廉斯（JP Williams）            | 主演                               |

## 外部連結
- 克萊斯·邦在互联网电影资料库（IMDb）上的資料（英文）